# Dolichomitus diversicostae
Dolichomitus diversicostae là một loài tò vò trong họ Ichneumonidae.